# Percy Wyld
Percy Wyld, född 7 juni 1907 i Mansfield, död 1972 i Derby, var en brittisk tävlingscyklist.
Wyld blev olympisk bronsmedaljör i lagförföljelse vid sommarspelen 1928 i Amsterdam.